# Biciliopsis leptogiicola
Biciliopsis leptogiicola är en svampart som beskrevs av Diederich 1997. Biciliopsis leptogiicola ingår i släktet Biciliopsis och familjen Chaetothyriaceae.   Inga underarter finns listade i Catalogue of Life.